# ハニヤ・ヤナギハラ
ハニヤ・ヤナギハラ（Hanya Yanagihara、1974年9月20日 - ）は、アメリカの小説家。

## 来歴
カリフォルニア州ロスアンゼルスで、ハワイ出身の日系アメリカ人の医師である父と、ソウル出身の韓国系アメリカ人の母の間に生まれる。青年期をハワイ州、メリーランド州、テキサス州などで過ごし、1995年にスミス大学を卒業。ニューヨーク・タイムズの編集者となる。
2013年、『森の人々』で作家デビューした。『A Little Life』(2015年)はブッカー賞の最終候補作であった。

## 著作
- The People in the Trees (2013) （『森の人々』山田美明訳、光文社、2016年）
- A Little Life (2015)
- To Paradise (2022)